# جاي إدوارد هانغرفورد
جاي إدوارد هانغرفورد (بالإنجليزية: J. Edward Hungerford)‏ هو كاتب سيناريو أمريكي، ولد في 25 فبراير 1883 في ميزوري في الولايات المتحدة، وتوفي في 25 أبريل 1964 في لوس أنجلوس في الولايات المتحدة.

## وصلات خارجية
- جاي إدوارد هانغرفورد على موقع IMDb (الإنجليزية)
- جاي إدوارد هانغرفورد على موقع كينوبويسك (الروسية)